# Carnevale di Fano
Il Carnevale di Fano è uno dei più antichi carnevali d'Italia insieme a quello di Venezia. Si svolge con cadenza annuale tra febbraio e marzo.  

## Le origini
I primi documenti del carnevale di Fano risalgono al 1347, riguardo all'allestimento del "palio Carnevale", anche se lo storico Vincenzo Nolfi pone la sua nascita dalla riconciliazione tra la famiglia guelfa del Cassero e quella ghibellina Da Carignano, citate da Dante nella Divina Commedia.
L'origine di questa festa potrebbe essere ancora precedente. Il carnevale potrebbe infatti derivare dalle antiche feste delle Dionisie greche e Saturnali latini, caratterizzate dalla presenza del riso e dalla satira come elemento fondamentale della festa.
Il carnevale a Fano ebbe un ampio slancio quando nel 1450 la famiglia Malatesta la promosse fortemente. Gradualmente questa festa divenne sempre più importante e sempre più sfarzosa.
A facilitarne la diffusione fu anche il fatto che, durante il suo svolgimento, la differenza di classi sociali e la sudditanza venivano apparentemente meno per un giorno, permettendo così anche al servo di potersi burlare del padrone, tradizione sopravvissuta nella satira.
Nel 1718 Giacomo III Stuart venne a Fano dall'Inghilterra per assistere e godere del carnevale per dieci giorni, a testimonianza dell'importanza che aveva già acquisito.
Nel 1872 fu fondata la Società della Fortuna per gestire le attività del carnevale, e che è sopravvissuta sino a oggi con il nome di Ente carnevalesca.
Nel 1888 il Carnevale acquisì una forma simile a quella attuale, ovvero quella della sfilata: fu infatti organizzato il primo corso mascherato. Questa tradizione continuò e si sviluppò anche nel XX secolo fino ad arrivare al 1951 quando la parata fu spostata in viale Gramsci che poteva ospitare un maggior numero di partecipanti. Da questa data il Carnevale di Fano viene considerato al pari con gli altri carnevali nazionali.

## La festività
Il carnevale di Fano si svolge nelle tre domeniche prima dell'inizio della quaresima che solitamente corrisponde all'inizio del mese di febbraio. 

### La preparazione dei carri
Prima della sfilata carnevalesca c'è un lavoro di preparazione che può durare dai 4 mesi (all'inizio del XX secolo) a 40 giorni (carnevale 2015).
I carri prima di presentarsi al pubblico vengono sottoposti a un lavoro di messa a punto da parte di operai, scultori, artigiani e meccanici esperti nella lavorazione di vari materiali come legno, ferro ma soprattutto la cartapesta, elemento principale per la costruzione dei carri allegorici. L'allestimento avviene in fasi di lavorazione definite: progettazione, costruzione della struttura portante che può essere lignea o metallica, modellazione delle figure con gettate di creta, copertura con la carta, essiccamento, lavorazione in cartapesta o vetroresina e infine colorazione.
L'elemento caratterizzante dei carri allegorici è la satira: vengono infatti rappresentati personaggi o situazioni con tema politico o sociale più in voga nel dato momento storico.

### La sfilata e i costumi
In ognuna delle tre domeniche i carri sfilano per viale Gramsci per tre volte.
Il primo giro è quello di presentazione dei carri che, guidati dal pupo, avanzano sul viale accompagnati da musiche e coreografie. Finito il primo giro inizia il secondo, "il getto", che attira il maggior numero di persone, e che consiste in una parata con il lancio dai carri di caramelle, cioccolatini e dolciumi. Infine, in conclusione della giornata, c'è il giro più suggestivo ovvero quello della "luminaria".
Ad accompagnare la sfilata dei carri c'è un corteo con svariati generi di maschere che interagiscono con il pubblico danzando e ballando.
Per la lunghezza di tutto viale Gramsci, ai lati vengono allestite le tribune che, oltre a dare una miglior visuale della parata, gareggiano tra di loro per il più bel costume e coreografia e per la più calorosa partecipazione alla festa.
Un'ulteriore attrattiva sono le giostre che costellano il centro storico di Fano durante la festività.
Alla fine della terza giornata, per concludere il Carnevale, vengono lanciati i fuochi d'artificio.

### Il getto dei dolciumi
Mentre nel Carnevale di Ivrea vengono gettate arance, a Fano, durante il secondo giro dei carri allegorici, à tradizione il lancio verso la folla di quintali di dolciumi di ogni tipologia. Ogni carro ha una scorta di circa dieci quintali, in più a contribuire al getto del carnevale di Fano ci sono anche le tribune sparse per viale Gramsci.
Per molti anni ci fu un accordo con l'azienda produttrice di dolci Perugina, che fece in modo che venissero lanciati un gran numero di Baci Perugina, che divennero uno dei dolci ricorrenti del carnevale di Fano.
Il getto è la parte del carnevale che più attira per la partecipazione. Dato che per molto tempo furono utilizzati ombrelli rovesciati per raccogliere una maggior quantità di dolciumi, dal 2015 venne introdotto il "prendigetto", ovvero un cono rovesciato in cartone ideato da un professore delle scuole medie di Fano, Paolo Del Signore, che rende il getto più sicuro.

### Il Pupo

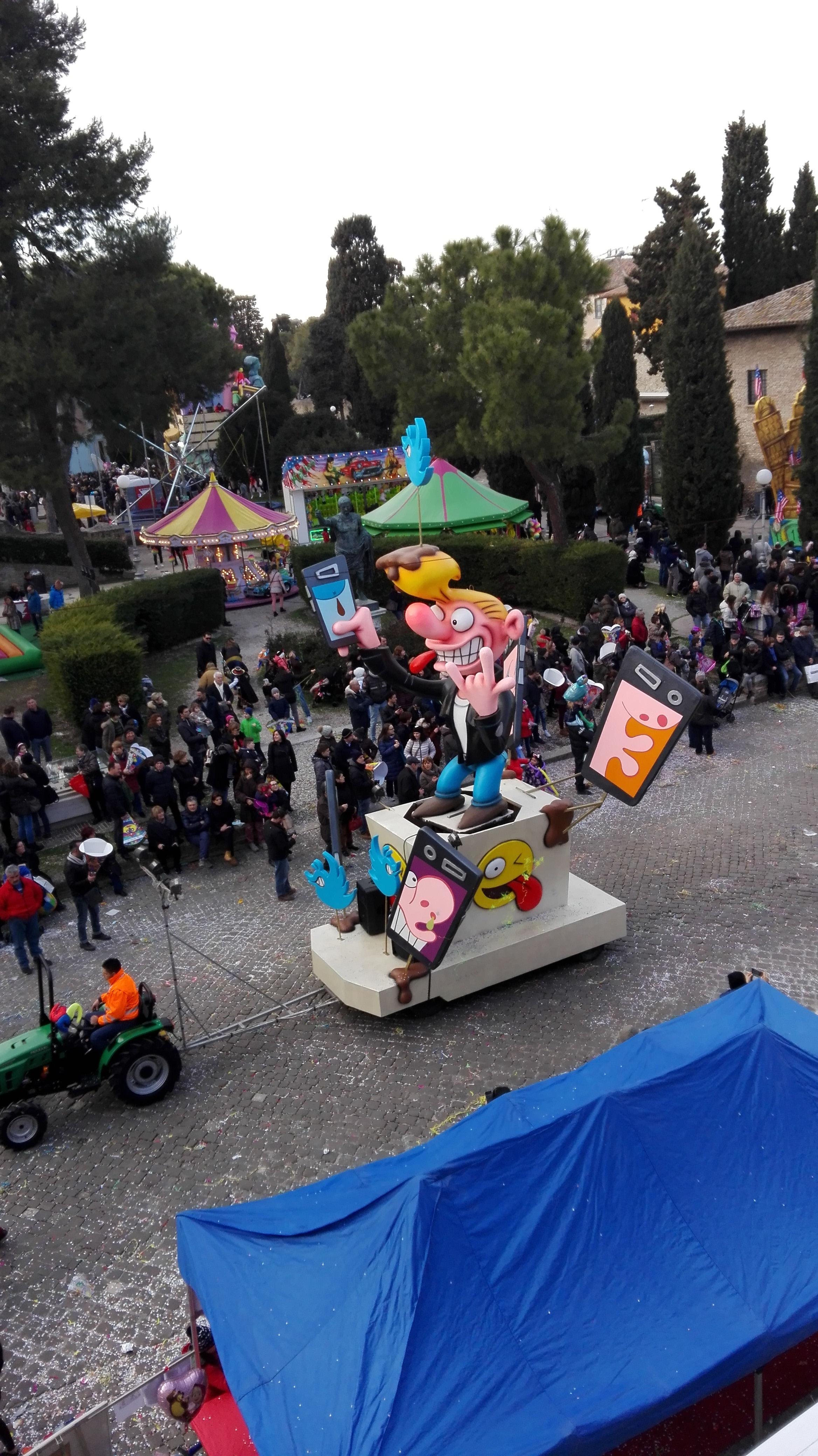
Pupo Carnevale di Fano 2017 chiamato "El Selfie"

Il Pupo è la maschera tipica del carnevale fanese, e dal 1951 costituisce la caricatura del personaggio più in vista del momento.
Il suo nome nasce dalle espressioni in dialetto fanese “el pup” ed “el vulòn” che viene dal francese “nous voulons” la quale richiama il periodo di dominio francese del XIX secolo.
Ogni anno tutti i carri, e in particolare il pupo, vengono rinnovati per rendere attuale il lato folkloristico e satirico della manifestazione.
Il rogo del pupo è la rivisitazione moderna dell'antico rito del capro espiatorio condotto all'altare per il sacrificio: allo stesso modo, al termine del carnevale il Pupo viene "sacrificato" il giorno di martedì grasso attraverso le fiamme in piazza XX settembre.
Il Pupo rappresentava infatti l'animale sacro sul quale la comunità addossava tutte le colpe collettive e individuali commesse durante l'anno, e in particolare nei giorni di carnevale.
Inoltre il rogo del Pupo rappresenta la fine del Carnevale e l'inizio del periodo della Quaresima.

### La Musica Arabita
Il carro che chiude il corteo è quello più caratterizzante all'interno del Carnevale di Fano, ovvero quello della Musica Arabita, che in dialetto fanese significa musica arrabbiata.
Questa banda musicale strampalata ed eccentrica nacque nel 1923 ed era composta da artigiani e bottegai. Tuttora molti componenti battono il tempo con strumenti bizzarri, come bidoni, bottiglie, brocche, caffettiere, ombrelli, porta immondizie, zoccoli, e tanto altro ancora. Quintessenza del gruppo fu il maestro Enzo Berardi. 
Alla fine del XIX secolo si erano create due fazioni: una era quella dei ricchi nobili che godevano del suono raffinato di strumenti ricercati (come il violino, il flauto, l'arpa, il pianoforte), mentre l'altra era quella degli artigiani che essendo esclusi da tale privilegio crearono un tipo di musica alternativo, che venne poi chiamata "bidonata", poiché veniva prodotta dalla percussione di strumenti alternativi come barattoli, bottiglie, brocche, ombrelli e altri oggetti con simili caratteristiche, satireggiando così gli strumenti dei nobili.
La Musica Arabita fu rivitalizzata nei primi anni '20 e diventò un'organizzazione costante a partire dal 1957, anno da cui ebbe maggior successo e conobbe uno sviluppo costante.
Guido Piovene nel libro Viaggio in Italia definisce la Musica Arabita “Jazz italiano”.
Anche questo carro contribuisce al getto dei dolciumi.

## Ente carnevalesca
Nel 1871, all'interno del Carnevale di Fano fu fondata la società della Fortuna per meglio gestire attività di intrattenimento e beneficenza all'interno della festività.
Le prime testimonianze dell'attività di questa società si trovano nel manifesto carnevalesco del 1872, conservato nella Biblioteca Federiciana a Fano nella sala manufatti.
Nel corso degli anni la società della Fortuna divenne sempre più grande e meglio organizzata fino a diventare l'Ente carnevalesca di oggi. L'Ente carnevalesca ha circa 1.100 iscritti che contribuiscono alle finanze di questa società e del carnevale stesso con il proprio impegno e una piccola quota in denaro.
Questi i primi due articoli dello statuto del 2000:
- La Carnevalesca è una associazione, con sede in Fano, costituita allo scopo di organizzare il tradizionale Carnevale di Fano ed altre manifestazioni, al fine di dare impulso alla vita cittadina, in modo particolare alla valorizzazione culturale, folkloristica, turistica ed economica della città.
- La Carnevalesca ha carattere apolitico e non si prefigge scopi di lucro. Ad essa possono iscriversi tutti i cittadini, gli Enti, Associazioni ed Istituti che intendono operare per le finalità di cui all’art. 1.

## Il carnevale estivo

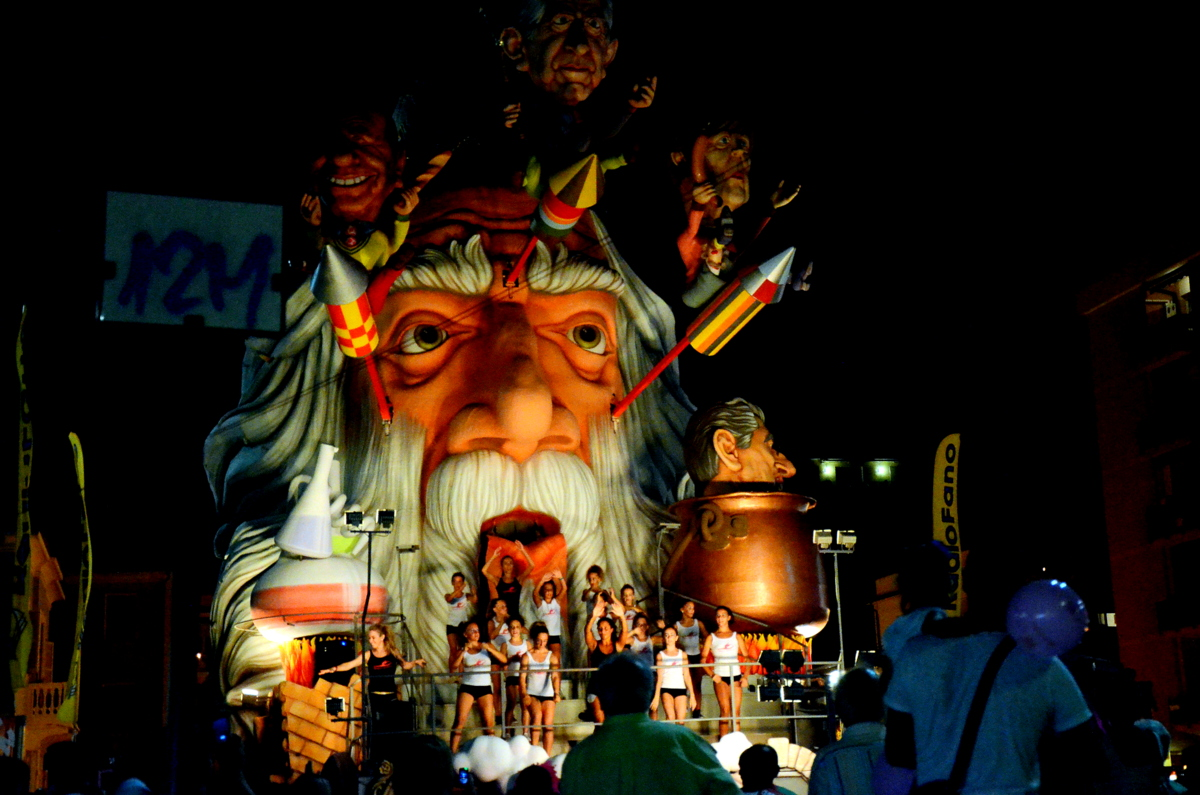
Carnevale estivo di Fano

Durante il mese di luglio tradizionalmente viene organizzato nel lungomare di Fano il carnevale estivo, in cui i carri allegorici utilizzati per il carnevale invernale sfilano nuovamente.
Durante la parata non si trova né il pupo, né il lancio dei dolciumi, ma si rievocano lo spirito carnevalesco e l'allegria per i turisti che in estate affollano le spiagge fanesi.
La prima edizione del Carnevale estivo fu nel 1952, ma poiché ebbe poca partecipazione rimase un fatto isolato sino al 1959, da quando questa tradizione si è conservata senza interruzione.

## Cibi tradizionali

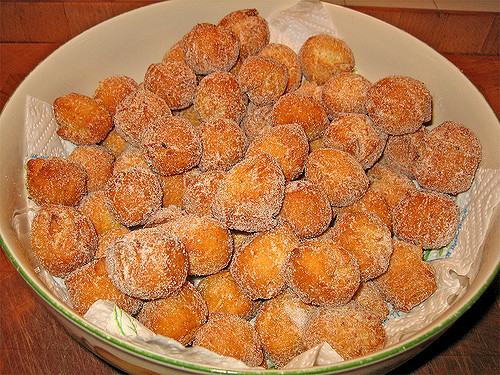
Castagnole di Carnevale

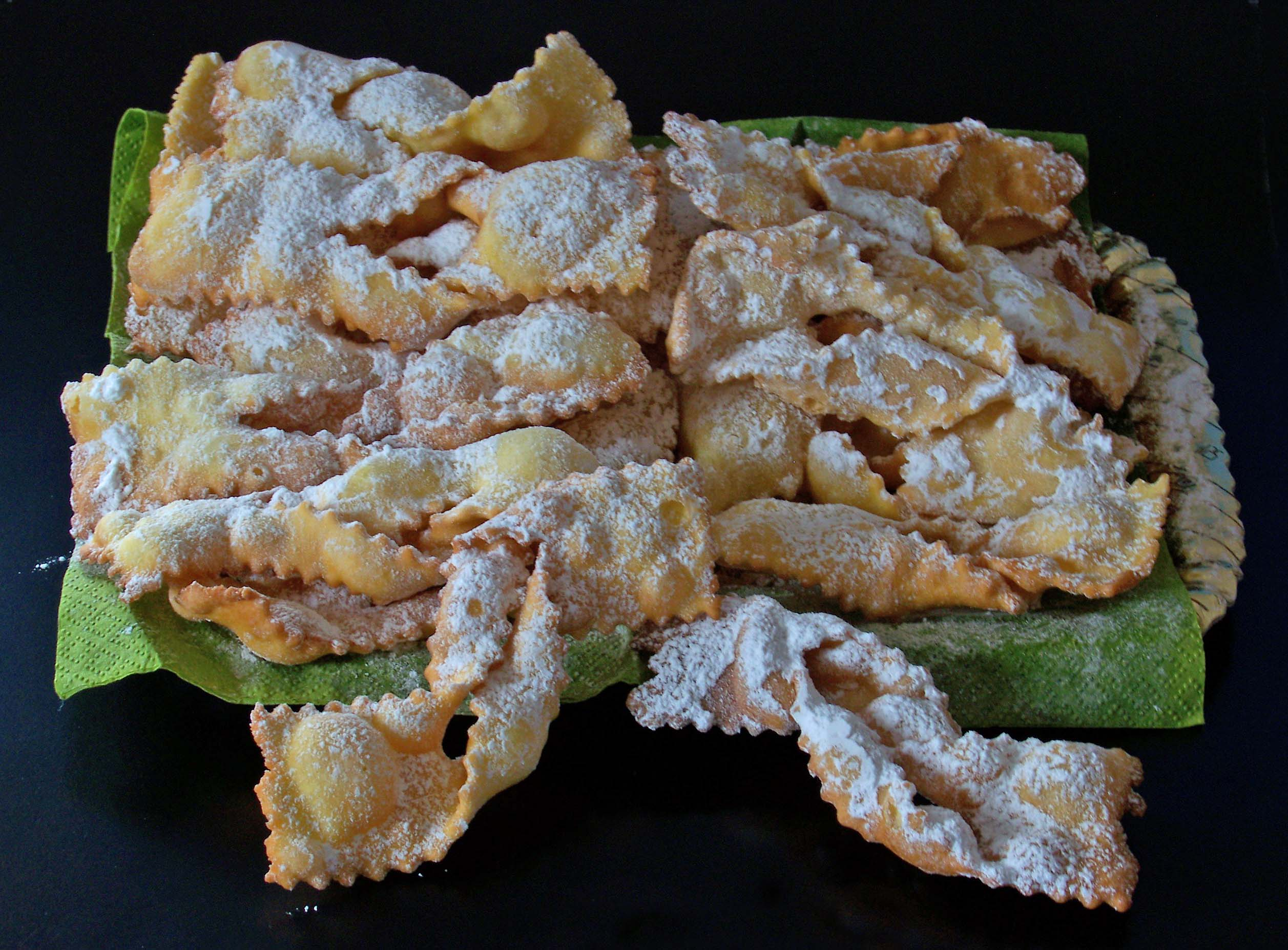
Chiacchiere di Carnevale

Durante il periodo carnevalesco i pasticceri si producono i cibi tradizionali, in particolare le chiacchiere e le castagnole.